# Толди
„Толди“ (на унгарски: Toldi) е цикъл от три епични поеми на унгарския поет Янош Аран, издадени между 1846 и 1879 година.
Съставен е от три поеми – „Толди“ (1846), „Любовта на Толди“ (1848 – 1879) и „Вечерта на Толди“ (1854), – посветени на средновековния рицар Миклош Толди и следващи сюжета на легендите за него, главно хрониката в стихове от XVI век на Петер Илошвай Селмеш. Цикълът придобива широка популярност в контекста на унгарското национално движение.

## Произход
През 1845 г. Янош Аран започва да пише „Изгубената конституция“, която той изпраща на конкурса за комедия на обществото „Кисфалуди“. Той също печели наградата за писател, въпреки че Михали Вьорссмарти критикува хексаметрите му. Критичните думи на Вьорссмарти подтикват Янош да работи повече. През 1846 г. дружеството Кисфалуди публикува още едно състезание. Това състезание е подготвено от Янош Ерделий и фолклорната форма бива включена в изискванията по негово предложение. Темата на състезанието: „Нека направим поетична реч в стихотворение, чийто герой е историческа личност, живееща от разказите на хората, като цар Матиаш, Миклош Толди, Кадар рицар и др. Формата и духът трябва да са народни. Крайният срок за предаване е бил 26 ноември 1846 г. Наградата – 15 златни монети. “
Тогава Янош Аран за първи път чува легенди за известния Миклош Толди в родното си село. По-късно той прочита версия на Петер Селим от Илосваи, вдъхновена от нея. Победата с Толди е била категорична, и той не само печели наградата, но също така и страхопочитанието на критиците. В същото време Аран стана знаменит поет, вниманието на изтъкнати писатели се обръща към него и Петофи е първият, който го поздравява за успеха. Година по-късно, Янош Аран е избран за член на обществото Кисфалуди.

## „Толди“ (1846)
В предговора поетът извиква легендарната фигура на Миклош Толди:
„Сякаш овчарски огън гори през есенните нощи,
пърхайки отдалеч върху морска пустиня:
Образът на Миклош Толди ми пламва
Тогава в девет-десет-човешка древност.“
(...)

### Първа песен
Покойният Лринкне Толди има двама сина: Джордж и Миклош. Джордж е израснал в кралския двор в Буда и все още живее там в светлина и комфорт, като добрият човек на крал Луи. Миклош, по-малкото момче, чиято легендарна голяма сила научаваме от Предговора, живее с майка си в Нагифалу и върши полеви работи. По примера на бившия си баща, той също мечтае за доблестен живот.
Той просто е на терена с наемниците, когато Палатин Лачфи марширува с екипа си. Миклос гледа с тъга и копнеж към ярката армия. Лачфи разпитва всяка седмица за пътя до Буда, наричайки го селянин. Никола се срамува и ядосва, защото е смятан за селянин, а също така си спомня и своя надменен брат, който е причината за съдбата му. С един жест той сваля огромната страна за гости от рамото си и показва пътя с нея като лека пръчка. Лачфи и армията му се удивляват на огромната сила на момчето, като съжаляват, че той е роден селянин, въпреки че ще има място сред тях. С отстъплението на армията Миклош напуска дома, срам и гняв в сърцето си.

### Втора песен
Къщата на вдовицата Толди Лринкне е изпечена и готвена с пълна сила: Джордж Толди пристигна от Буда, за да марширува с рицарите си в къщата на родителите за няколко дни. Когато Никола се промъкне, той ще поздрави брат си с прегръдка, но това грубо го отблъсква. Той се подиграва подигравателно с майка им, молейки за мир, заради която тя винаги вземаше купона на Миклош, но стана лошо дори за селянина, просто крадеше слънцето.
Миклос отхвърля обвиненията, повръщайки своята невежа омраза в очите на Джордж. По-младото момче обявява, че няма да застане на пътя на никого, ще отиде в света, но първо ще поиска джуса от брат си. „Ето, отивам, аз“, отвръща Джордж, като удари брат си по лицето. Миклош се втурна към него при внезапните си катаклизми, но майка им се хвърля между тях и само това спасява Джордж от смъртоносния удар. Никола се измъква от къщата със задушен гняв.

### Трета песен
След празника Джордж Толди се възхищава на верандата играта на своите герои. Вижда как Миклош скърби в края на двора и насърчава момчетата си да забият перваза около него. Никола издържа грубата шега спокойно, с мълчаливо презрение дълго време, но когато копие удари костта на рамото му, отровата бяга. Хваща и хвърля мелничния камък, върху който е седял върху него, сред доносниците си; огромният камък разбива до смърт един от рицарите. Джордж се запалва с гняв, но радостта му е по-голяма: сега те вече не могат да кажат, че той губи брат си, законът ще го направи. Миклош избягва, Джордж нарежда залавянето му.

### Четвърта песен
Миклош се хвърля в близка изсъхнала тръстика. Мъката и разкаянието му са по-големи от физическите му страдания. По време на мъките си той намира Бенс, верен стар слуга на семейството, изпратен след него от тревожната майка с храна и напитки. Миклош мисли за нещастната си съдба: убит е, трябва да се скрие от района, той просто чака здрач. Старият слуга би го осъдил, но Миклош е засегнат само от споменаването на майка си, сърцето на вдовицата може да бъде разбито от мъка. Той изпраща Бенс у дома с послание до майка си и думи на утеха.

### Пета песен
Миклош решава, че тази нощ ще се прибере вкъщи, за да се сбогува с майка си. По пътя той случайно стъпва в гнездо на върколак и майката на вълчетата малките го напада. Той успява да убие това и след това мъжкия вълк, който също се втурва към него. Неволно той си спомня злия си брат, който е по-лош от вълка, защото удря живота си, въпреки че никога не го е наранил. Той мига през него за миг, не би ли било добре да се отнасяме с Джордж завинаги, както прави сега с вълците; но по-доброто аз и вярата на Миклош в провидението печелят. Той продължава пътя си към дома с труповете на пребитите вълци.

### Шеста песен
Джордж и хората му са здрави заспали. Миклош се промъква и за да остави отпечатък, той слага двата трупа до леглото на Джордж, след което влиза при майка си, която заспива на масата. Никола взима сили, казва на майка си, че се е прибрал само вкъщи, за да се сбогува, но няма да си отиде завинаги. Той не иска да губи голямата си сила и семейството няма да се срамува: той ще отиде в Буда при царя и ще се присъедини към шампионите. Кучетата, които миришат на вълци, започват да лаят диво, Миклош трябва да бяга. Джордж командва момчетата си на кон и тръгва с тях да гони брат си. Бедната майка слабо лежи на леглото си.

### Седма песен
По време на бягството на Миклош нанася голяма буря, един от преследващите герои е ударен от мълния. Джордж се обръща назад с подгизналата си армия; и той не постигна целта си сега. След тридневен поход Миклош достига Пеща, полето Ракош. Минавайки на гробище, той чува плач: една жена в прясно тежки скърби нейните двама сина, които са били убити от чешки на остров на река Дунав. Миклош обещава да отмъсти на двете момчета. Той научава от вдовицата, че чешки шампион в Буда призовава унгарски рицари на бой; той вече беше убил много от тях, вчера никой не посмя да се изправи срещу него; той определено ще бъде там на острова утре сутринта и ще чака бореца. Миклош заминава за Пеща с голяма решителност...

### Осма песен
Джордж пристигна в Буда преди Миклош, за да го обвини в царя и да стигне до заветното имение. В двореца, преструвайки се, че е болезнен пред крал Луи, той се оплаква, че има скучно дело, пакост, макар и мощен брат, който уби един от скъпите си рицари и след това се скри. Той фалшиво добавя, че след убийството вече би имал право на частта от имението на Никола, но го предава в ръцете на Негово Величество: той го дава като кралски подарък на онзи, който го заслужава. Кралят разбира, че Джордж с кралско писмо за дарениетой иска да грабне земята на брат си. Затова със студена усмивка той заявява, че приема предложеното наследство и го дарява на Джордж, но само при условие, че утре се бие с чехката и убие чуждестранния шампион. Джордж е принуден да декларира пред смъртта, че всъщност не се нуждае от имуществото на брат си, той се е отказал. Така Джордж попадна в купчината, която изкопа за Миклош.

### Девета песен
Миклош забелязва голяма размирица в Пеща: див бик, избягал от кланицата, тичаше по улицата, всички търсеха убежище от него. Миклош хвана бика за двата си рога и го завлече в кланицата, където месарите го вързаха за греда. Тогава голямо парче черен дроб беше хвърлено при Миклош и разтревожено. Трябва горчиво да признаете, че това е вашата награда за толкова много спасени животи. Той даде черния дроб на бездомно куче и продължи. Мнозина го познаха на улицата, но никой не би го поканил да пренощува. Сега, вие не забравяйте, обетите взето вдовица, и че няма дрехи, не оръжие: така че да не се изправи срещу чешкия рицар престрелки. Той се връща на гробището, за да поиска вдовицата за въоръжението на синовете си, но той не може да намери жената там. Отчаян той пада до гробница и заспива.

### Десета песен
Буйна тревога ви буди, стар Бенс на седлото. Хващайки го от коня, Бенс, уплашен, смята, че призрак е скочил върху него, само бавно се възстановява. Госпожа Толин го изпрати след Миклош и също изпрати хляб с него. В хляба беше изпечена малка желязна кутия и когато тя беше отворена, Миклош намери сто злато в нея. Той се радва на неочакваното съкровище: сега може да си купи пистолет и рицарско облекло: на следващия ден може да се бие с чешкия рицар. Той би се радвал да се забавлява с Бенс в близък хан.

### Единадесета песен
На следващия ден Толди купува всички необходими оръжия и броня за битката, дори оборудва парипа на Риго, който му донесе Бенс, и тръгва към бойното поле.
Царят стои върху копринена палатка върху оградена част от брега на река Дунав. Отвъд границите тълпа любопитни хора чакат да видят дали ще има бой на острова. Чешкият шампион пристига от замъка Буда, танцува коня си и се подиграва на унгарците, така че никой не би посмял да се изправи срещу него. Неочаквано на брега на вредителите се появява неизвестен рицар – Толди и приема предизвикателството. Двамата шампиони започват с лодки от двата бряга едновременно и пристигат на острова едновременно. Миклош иска да се ръкува с чехът, но той се опитва да стисне ръката на Толди с ръка с желязна ръкавица. Толди изпреварва и смазва пръстите на противника си с огромен натиск.
На чешките си колене той моли за живота си, предлагайки всичките си притежания в замяна. Толди приема съкровищата, но не за себе си, а за вдовицата, видяна на гробището; тогава той ще помилва чехите, ако се закълне, че вече няма да стъпи на унгарска земя. Шампионът обещава всичко, но когато се отправят към лодката, той намушва Толди с меча си отзад. Толди обаче видя движението във отразената вода на Дунав; той хваща меча и сега не знае милост. Със собствен меч отсечете главата на противника и го насочете нагоре.

### Дванадесета песен
Крал Луи е много доволен от победата; той също решава да дари наследството на убийствения си брат Джордж Толди на неизвестния шампион.
Миклош е откаран с лодка до бреговете на Буда и той пада на краката на краля и разкрива самоличността си: той случайно е убит, избягва брат си и идва в Буда, за да спечели милост за греха си. Кралят вече беше стигнал до края на историята и сега разказва на околностите си, че по-малкият брат на младия шампион, Джордж Толди, който занаятчи да лиши брат си от законното си наследство, за да го държи на завист, не му даде образование, подходящо за неговия ранг, за да не остане славата на Миклош коланът му.
Кралят в крайна сметка помилва по-младия Толди, връща наследеното наследство на Миклош и нарежда на Джордж да предаде дяла си на брат си. Джордж с ужас слуша командата. Въпреки това Никола не копнее за собственото си или братското си богатство, а по-скоро иска да бъде сред героите на краля. След това кралят го приема сред собствените си телохранители и му представя скъпоценен меч. Неочаквано се появява и Толди, виждайки, че майка ѝ Миклош ще бъде пълна с радост и щастие.
В „Отвъдното“ поетът се позовава на по-нататъшната съдба, характер и героични дела на Миклос Толди.

### Персонажи
- Миклош Толди
- ергени
- Ендре Лацфи, дворцов
- Армията на Лацфи
- Джордж Толди
- Рицарите на Джордж
- Г-жа Лринкне Толди, майка на Миклош и Джордж
- Бенс, слуга на толдиите
- вдовица
- Крал Луи
- месари
- граждани на Пеща
- Никола, чешкият рицар

## „Любовта на Толди“ (1848 – 1879)
„Любовта на Толди“ е с много по-широка и по-сложна история. Историята е за любовта на Миклос Толди и Пироска Розгоний.
Крал Луи обикаля страната прикрито, междувременно достига до чифлик, където вижда красиво младо момиче. Той веднага се запознава със собственика, Пал Розгоний, който сърдечно посреща непознатия за него пътешественик. Домакинът разказва най-голямата си мъка, докато пие: след като жена му умря, животът му е тъжен оттогава, той не може да има син, но не е могъл да се ожени за дъщеря си, която е достойно създание. Владетелят оставя след писмо сутринта писмо, в което се казва, че царят е тук, за да помогне за разрешаването на брака на момичето.
Крал Луи обявява бойна игра, наградата на печелившия рицар е старата дъщеря на Розгоний, Пироска. Толди не е склонен да се ожени, но по молба на приятеля си Тар Льоринк – в бронята си – влиза в турнира, който печели. Миклос, когато вижда момичето, веднага се влюбва в Пироска. Момичето възвърна любовта на рицаря, тъй като тайно се надяваше Толди да го вземе.
Чарлз, Чех, изпраща грубо писмо до унгарския владетел с призив за данък. Толди тръгва с Кралската армия на път за Прага, за да изясни тази нескромност. Преди това Миклос се прибира при майка си, която отглежда откритата дъщеря на Гьорги Толди – Анико.
Унгарците подвеждат Чарлз да признае статута на крал Луис и да признае, че Унгария не трябва да плаща данъци. На път за дома Миклос Толди вижда, че момиче е отвлечено от бандит. След тях той се вози до замък, където бандитът галопира в седлото си с бедното, крещящо създание. Под Толди, който влиза в замъка, подът се счупва и по-късно той се събужда в килия затвор. Пленниците му обясняват, че са деца на отдавна убития чешки рицар: Йодок и Йодовна.
„? „Знаете ли дали не знам Проверете отново тук; гледайте?
Йодок е тук, син ама чешки войник,
Кит Дунав остров убит меч
с пискюл образ нагло носите.
Сега сте задържани тук в моя храм,
дъщерята на грабежа добре ударена кой наистина:
Глупав
!“ – Янош Арани: Любовта на Толди (V стих 29)
А отвличането току-що беше разиграно, защото те искаха да отмъстят на убиеца на баща си. Йодовна се влюбва в Толди, предлага да освободи Николас и убива собствения си брат, за да могат двамата да живеят щастливо. Толди отхвърля предложението, тя иска да види Пироска. Дъщерята на Микола обещава жестоко отмъщение за отказа, но унгарски войници нахлуват в замъка на рицаря-разбойник, освобождавайки Толди и след това освобождавайки района от престъпници.
Пироска, която междувременно влиза в двора на кралицата, все повече отлага сватбата си. Хер, дъщерята на краля на Босна, ще му бъде приятелка. Накрая Тар Льоринк е женен. Толди се прибира у дома след сватбата, отива в Буда, където Лоринц го кани на вечеря. По време на хранене Тар шамари Пироска за необмислено, обидно изречение. Толди е бесен от това, но още нищо по-голямо не се случва. Тайната на предишния двубой се разкрива на краля, така че той лишава Тар Лоринц от рицарството си.
Миклош и съпругът на Пироска са на дуел, в резултат на което Тар Льоринк губи живота си. Пироска се разминава при вида на тялото на съпруга си и тъй като смятат, че е мъртва, тя е погребана. Толди посещава гробницата през нощта, докато Пироска се възстановява и проклина Толди, след което тръгва към манастира. Толди се укрива и кралят издава заповед за арест срещу него, а архиепископът на Естергом проклина нещастния Миклош.
По-късните събития обаче разкриват, че Толди извършва маскирани подвизи по време на кампанията в Неапол и дори спасява живота на краля, така че Лайош му прощава, Толди може да се върне у дома от скриване. Но докато Миклош се прибере, Пироска ще умре.

## „Вечерта на Толди“ (1854)

### Първа песен
Старият Толди забравя, живее без работа у дома в Нагифалу. Той не се беше появил в Буда от три години, защото кралят му беше забранил от двора заради грубото му изказване, което беше презрително към новия морал. Майка му преди беше мъртва, сега той също се готви да умре. Той решава да изкопае своя гробен верен слуга на покойния „стар“ Бенс, син на „малката“ помощ на Бенс. Когато изпълнявам, пристига, последван, Джон Позафалви, който пусна стария шампион в Буда, италианец, всички победени воини, които стояха срещу него се скара за честта на страната и спечели герба на в страната му. Толди пламва отново от старите сили, почти подмладен Буда трябва да отмъсти на италианеца и да спасичестта на унгарците.

### Втора песен
На следващата сутрин Толди тръгва в костюм на приятел с носача на оръжие Бенс. Италианецът винаги печели в битките пред крал Лайош Будан и хората, никой вече не смее да му се изправи. И накрая, смелите братя близнаци Джулафи застават с него до живот и смърт: Лоран Джулафи и Берталан. Италианецът също се отнася лошо с тях: Берталан умира, а Лоран е спасен от смърт само рицарството на извънземния рицар.

### Трета песен
Италианецът е на път да напусне, когато Толди пристига. Виждайки кожуха и древните си оръжия, той изглежда по-скоро приятел, отколкото герой на Унгария. Хората не разпознават, те се смеят и почти линчуват носача си на оръжие, Бенс. Толди убива италианския рицар в дълъг тежък бой, скача на кон с него и щурмува извън сцената с Бенс. Позафалви слага край на много предположения за това кой може да е есенният приятел, който дава на краля да разбере, че рицарят с качулки е старият Толди, за когото се смята, че е мъртъв. Крал Луис се радва и изпраща богато украсен екип, който да го върне.

### Четвърта песен
Толди ще бъде с Бенс в Ракосмез, когато пристигнат хората и кралските посланици. Един от тях му предава посланието, че владетелят отдавна го е приел в негова милост, но те предават на Толди вестта за неговата смърт. Толди се радва да се завърне, пътуването му по улиците на Пеща и Буда е истински триумфален марш. Преди обаче да отиде в замъка, той иска от спътниците си да го пуснат да влезе в малката си къща в Буда, която не е виждал от три години, за да свали качулката си и да се покаже подобаващо в кралския дворец.

### Пета песен
Толди тръгва към кралския двор с изисканата си рокля. Там придворните шумно се шегуват. Един от тях пее прекрасната история за св. Ладислав с арфа, когато става от гроба и помага на Ендре Лацфи и шепа от армията му в кампанията срещу татарите в Молдова. Другото малко нещотой пее за това, как някога Миклос Толди се справи с хитрата вдовица. Чува се голям смях, те повтарят и научават подигравателната песен, когато влезе есенният Толди. Изведнъж те млъкват, но след това отново правят подигравателни намеци и след това започват да пеят подигравателната песен. Толди избухва в гняв, три мънички чудовищни риби от огромния му удар. Той отива гневно при царя, докосва го силно и избягва. След като величеството разбере какво се е случило, той с болно сърце заповядва да залови Толди.

### Шеста песен
Вкъщи Бенс даде на конете храна и сега почиства ръждясалите инструменти на господаря си. Толди пристига с кръвожадни очи, който беше много износен от предишния случай. С последната си сила удря боздугана си по дъбовата маса и започва да залита. Бенс помага на умиращия герой до леглото. Аллах Саймон, бодигардът, пристига и получава заповед да сложи Толди в затвора. Въпреки това, виждайки състоянието на стареца, той се връща и отнася тъжната вест на царя. Крал Луи побърза към къщата на Толди, треперейки и прощавайки всичко. Толди обвързва краля със сърцето си, за да обича унгарския народ, и той умира, държайки ръката на краля. Трупът му се пренася у дома в Нагифалва в железен ковчег и се поставя в гроба, който той сам си изкопа.

### Персонажи
- Миклош Толди
- Бенс, слугата на Толди
- Янош Позафалви, пратеник
- Луи I, крал на Унгария
- Лоран Гюлафи, рицар
- Берталан Гюлафи, рицар
- италианският рицар
- Телохранител
- Аладжи Саймън, командир на телохранителите